# Idiocerus albolinea
Idiocerus albolinea är en insektsart som beskrevs av Hamilton 1985. Idiocerus albolinea ingår i släktet Idiocerus och familjen dvärgstritar. Inga underarter finns listade i Catalogue of Life.